# Савукоски
Савукоски (фин. Savukoski, северносаам. Suovvaguoika) — община на севере Финляндии в провинции Лаппи. Население общины по данным на 2014 год составляет 1115 человек, а площадь — 6495,95 км², из которых 57,62 км² занимают водоёмы. Плотность населения самая низкая в Финляндии — 0,17 чел/км². Соседние муниципалитеты — Пелкосенниеми, Салла и Соданкюля.

## История
Саамские поселения существовали на территории Савукоски с доисторических времён вплоть до XVIII века. Община Савукоски была основана по указу императорского сената в 1916 году. Боевые действия т. н. «сального восстания» 1922 года захватили также территорию Савукоски. В конце советско-финской войны («война-продолжение») летом 1944 года советские партизаны уничтожили село Сейтаярви. На этом месте установлен памятник погибшим тогда жителям села.

## География и природа
Посёлок Савукоски расположен вблизи от юго-западной границы муниципалитета. На его территории, по очертаниям похожей на прямоугольник (около 70 х 100 км), протекает река Кемийоки с притоками. Восточная же часть территории относится к водосбору реки Нуорттийоки, которая несёт свои воды на российскую сторону. Типичный для этого края ландшафт — дикие, безлюдные просторы с обширными болотами и разбросанными сопками.
Треть площади Савукоски приходится на различные охраняемые природные территории. Северную часть занимает простирающийся с территории Соданкюля национальный парк Урхо Кекконен, а со стороны Саллы — заповедник Вяррио. В Савукоски расположен также заповедник Малтио.
В северо-восточной части Савукоски на границе Финляндии и России расположена сопка Корватунтури, которая по легендам является родиной Санта-Клауса (Йоулупукки). В 1920—1944 годах восточная граница Финляндии — граница по Тартускому мирному договору — проходила от сопки Корватунтури на северо-восток в направлении Северного Ледовитого океана. Самая высокая и одновременно самая северная точка Савукоски — это сопка Талккунапяя, находящаяся на стыке границ с муниципалитетом Соданкюля и с государственной границей Финляндии.

## Население
Население общины по данным на 2014 год составляет 1115 человек. Плотность населения — всего 0,17 чел./км². Для 99,4 % населения общины родным языком является финский, для 0,2 % — шведский, для 0,1 % — саамские языки и для 0,3 % — другие языки. Доля лиц в возрасте младше 15 лет составляет 11,3 %, а лиц старше 65 лет — 24,1 %.
| 1970 | 1975 | 1980 | 1985 | 1990 | 1995 | 1998 | 2000 | 2002 | 2004 | 2006 | 2008 | 2010 | Orain |
| ---- | ---- | ---- | ---- | ---- | ---- | ---- | ---- | ---- | ---- | ---- | ---- | ---- | ----- |
| 2183 | 1961 | 1931 | 1881 | 1774 | 1660 | 1543 | 1472 | 1415 | 1329 | 1226 | 1216 | 1178 | 1179  |

## Экономика
Крупнейшими работодателями являются муниципалитет, Лесное управление, компания Veljekset Karjalainen, лесохозяйственное объединение и муниципальная ассоциация здравоохранения Пелкосенниеми-Савукоски. На территории муниципалитета найдено фосфатное месторождение, но открытие горнодобывающего предприятия Сокли всё затягивается. Важной отраслью является оленеводство, оленей насчитывается здесь в десять раз больше, чем людей.
В северной части Савукоски, на берегу реки Нуорттийоки действовал в 1912—1918 годах первый в Финляндии крупный механизированный лесозаготовительный участок, которым руководил тогдашний начальник лесозаготовок компании Кеми Ою Хуго Рихард Сандберг. Он заказал из Америки два гусеничных паровоза, которые перетаскивали заготовленную древесину с участка на берег реки Кемийоки для сплава в Кеми. Один паровоз находится сейчас на бывшем лесозаготовительном участке в Тулппио, а второй в музее провинции Лаппи в Рованиеми.
В Савукоски проводится ежегодно на пасху Ярмарка вяленого мяса.

## Населенные пункты
На территории общины расположены следующие деревни: Вийтаранта, Вярриё, Куоску, Лунккаус, Мартти, Муккаваара, Ноусу, Ровала, Рууваойя, Савукоски, Сейтайярви, Танхуа и Хихнаваара.

## Города-побратимы
- Ёна[12]

## Галерея
- Центр Савукоски
- Река Луиро, Танхуа
- Деревня Танхуа